# 亨利·蕭
亨利·蕭（Henry Shaw，1800年7月24日—1889年8月25日）知名美國慈善家，最知名事蹟為在密蘇里州的聖路易市成立密蘇里植物園。